# Sinchi Roca
Sinchi Roca  (Quíchua: Sinchi Ruq'a, Guerreiro Valoroso, 1214 - 1260) foi o segundo  Sapa Inca e governador de Cusco . Acredita-se que seu governo tenha começado por volta do ano 1230 e terminou em torno do ano 1260. Era filho de Manco Capac, a quem sucedeu, e de Mama Ocllo

## Vida
Sinchi Roca foi o primeiro soberano a usar a Mascapaicha (a faixa real, feita com fitas multicoloridas) e batizou como Cusco a cidade fundada por seu pai. Expandiu o Inticancha (ou Coricancha, Templo do Sol) e tornou parte do templo como seu lar.
Com a morte de seu pai em 1230, Sinchi Roca se tornou, aos 16 anos de idade, o novo líder e teve que enfrentar uma difícil situação. A cidade que tinha herdado era pequena e indefesa com relação aos seus vizinhos. Como estratégia de pacificação estabeleceu alianças matrimoniais, a começar por casar-se com Mama Coca filha do chefe de Sañoc (atual distrito de San Sebastian), assegurando assim a paz com o povo de seu sogro.
Para continuar a erguer prédios e alimentar uma nova população, Sinchi Roca teve que drenar os lagos e pântanos do vale, cobrindo-os com grandes lajes e árvores grossas, realizou a canalização dos rios Tullumayo e Huatanay, mandou trazer muitas cargas de terra das montanhas do Antisuyo para transformar os campos estéreis em férteis e para aumentar as áreas agricultáveis mandou construir terraços nas encostas das montanhas feitos de pedra e cobertos com terra.
No plano militar, cercou-se de guerreiros leais unidos pelo vínculo da casta e fez uma demonstração de superioridade militar ao organizar uma expedição as terras ao sul do reino, e com essa demonstração de força pode assegurar a tranquilidade do reino por alguns anos além de angariar importantes aliados.
Uma das histórias que se conta sobre  Sinchi Roca foi que durante seu reinado um pastor de lhamas entrara em sua casa e levou uma jovem que ele queria muito bem. O Inca então mandou capturá-los e o torturou para que contasse porque havia cometido tal pecado; a jovem não querendo ver mais o aldeão ser torturado revelou que se enamorara do lhamamichi (pastor de lhamas) assim que o viu portando um huacanqui (amuleto de amor), e o pastor confessou, por sua vez, que havia recebido tal objeto de um demônio, numa gruta.

| Precedido por Manco Capac | 2º Cápac Inca Dinastia Hurin Cusco (1230-1260) | Sucedido por Lloque Yupanqui |
| Precedido por Manco Capac | 2º Inca do Curacado de Cusco (1230-1260)       | Sucedido por Lloque Yupanqui |